# Бруси
Бруси је град у северној Пољској, на Поморју, у поморском војводству. За време Другог светског рата у граду је постојао концентрациони логор Stutthof. Географски положај града је N 53°53' E 17°44'.
Бруси се први пут спомиње 1351. године. Бруси је било краљевско село Пољске круне, административно лоцирано у округу Тухола у Поморском војводству.
Од 19. века Бруси је био важан центар Кашубског покрета, иако је приличан број Кашубијаца из Брусија емигрирао у Винону у Минесоти касних 1900-их. Према попису из 1921. године, Бруси су имали 2.260 становника, 98,2% Пољака.
Током немачке окупације Пољске (Други светски рат), становници Брусија су били међу преко 450 Пољака које су Немци масакрирали у јесен 1939. године у долини Игијелска. У новембру 1939. СС и Гестапо су убили локалне пољске учитеље у великом масакру пољских учитеља у близини Скаршевија. Даља погубљења локалних Пољака извршена су јануара 1940. у Игијелској долини и на пољима код Хојњице. У мају 1942. Немци су протерали десетине Пољака, чије су фарме предате Немцима у оквиру политике Лебенсраум. Тајна пољска организација отпора Померански Грифин (Гриф Поморски) деловала је у области Бруси под вођством пуковника Јозефа Врице, који је такође био римокатолички свештеник. Немци су у близини поставили полигон Ваффен-СС, а његову управу сместили у Бруси. Бруси је такође био локација нацистичког немачког подлогора концентрационог логора Штутхоф, у коме је око 500 затвореница држано на принудном раду.
Године 1988. Бруси су добили статус града. Бруси је општина која се веома брзо развија. Налази се на регионалном путу број 235 и непосредно су повезани са Хојњицама и Кошћежином. На терену општине је најзаступљенија ситна производња и занатство.

## Демографија
| 2023. |
| ----- |
| 5.103 |